# Neobuxbaumia polylopha
Neobuxbaumia polylopha là một loài thực vật có hoa trong họ Cactaceae. Loài này được (DC.) Backeb. mô tả khoa học đầu tiên năm 1938.

## Hình ảnh

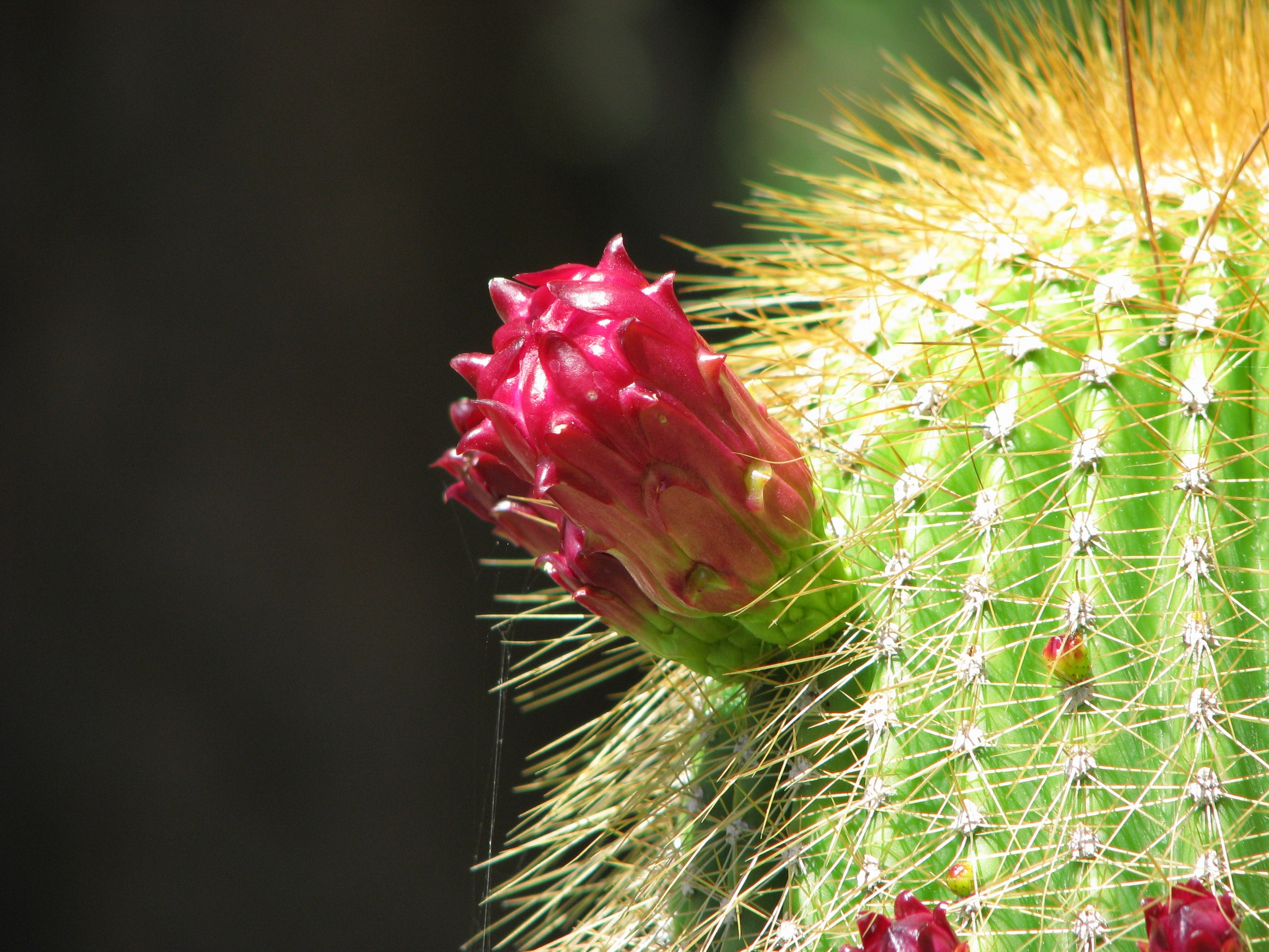
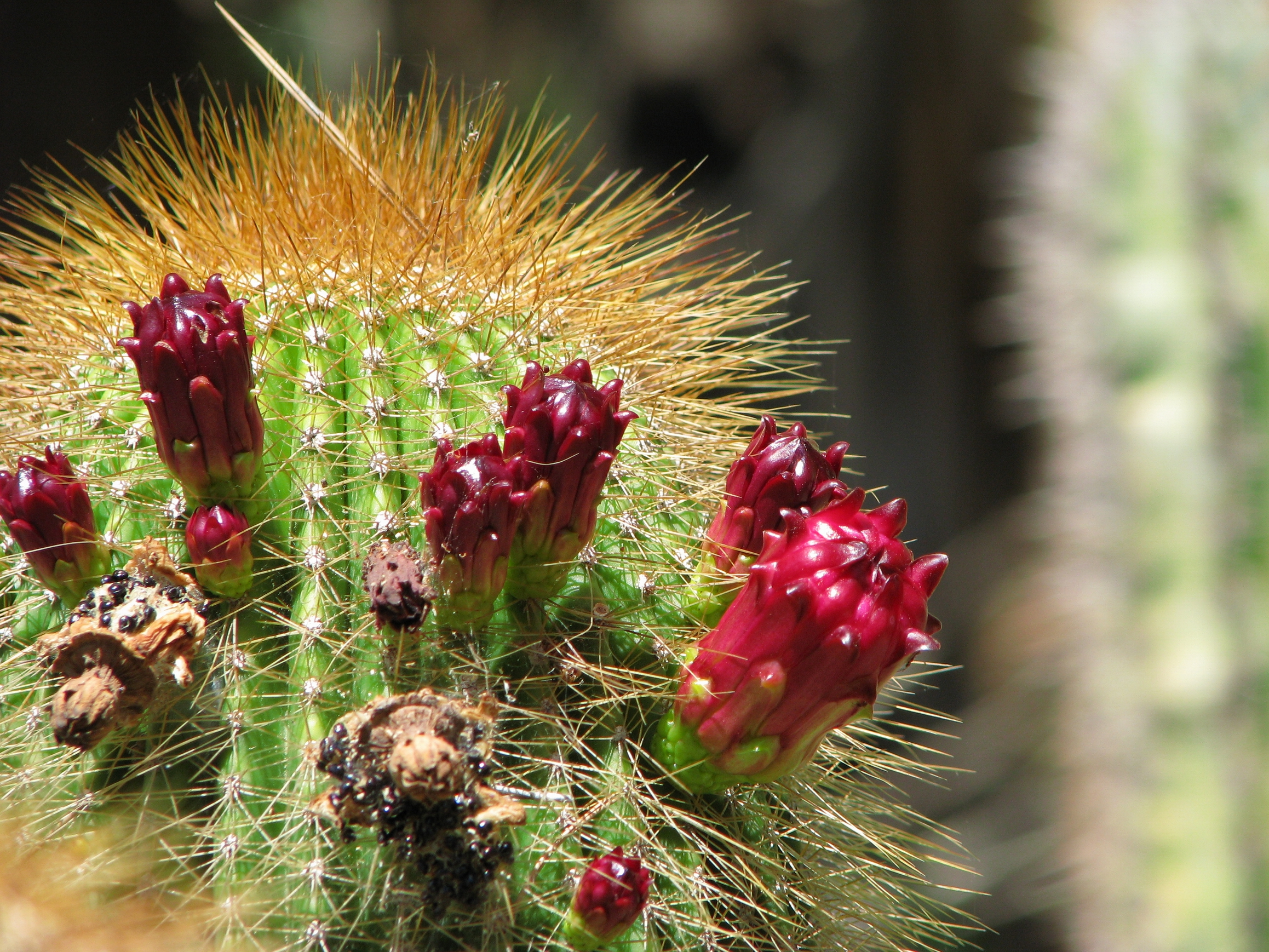
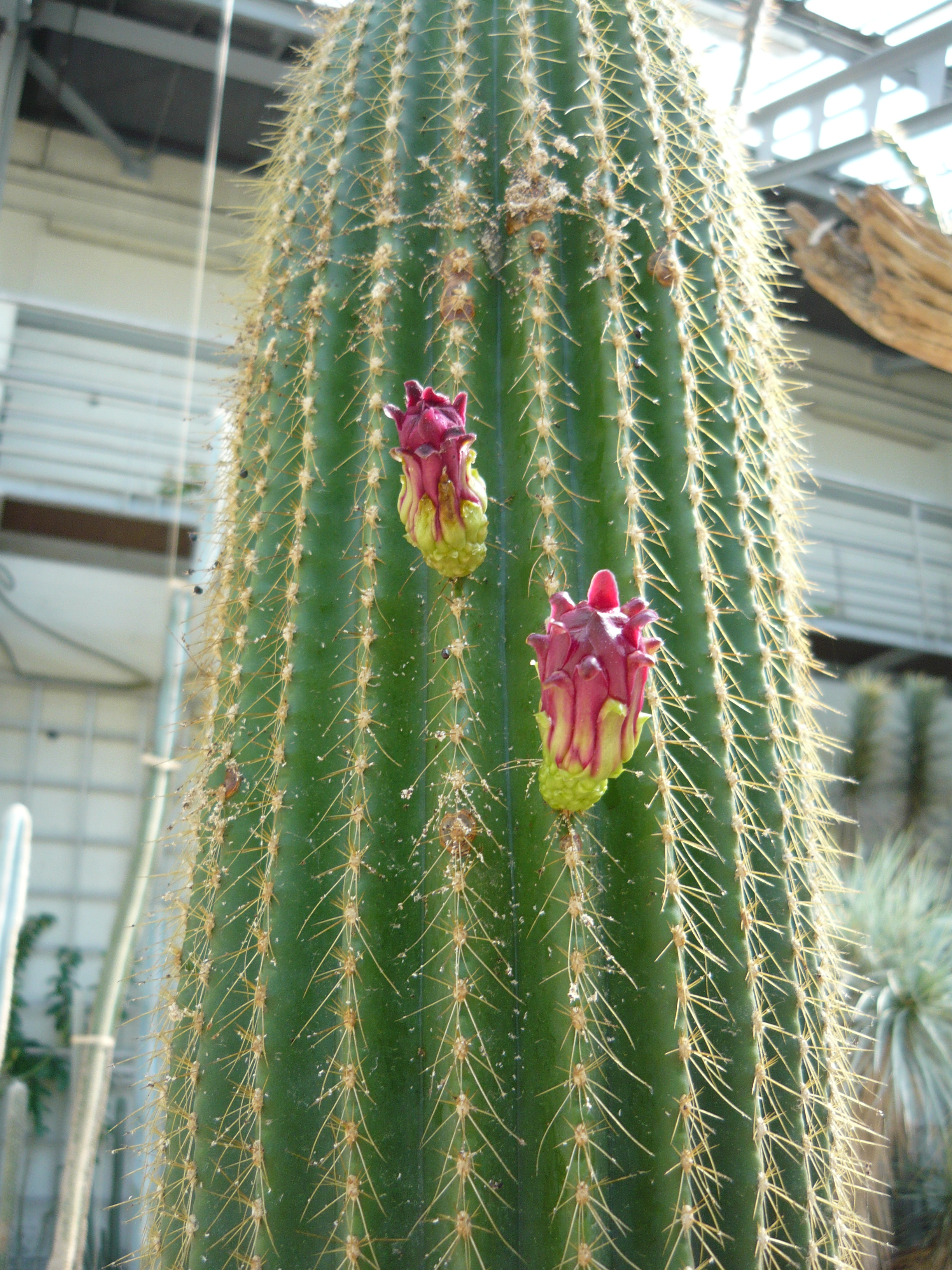
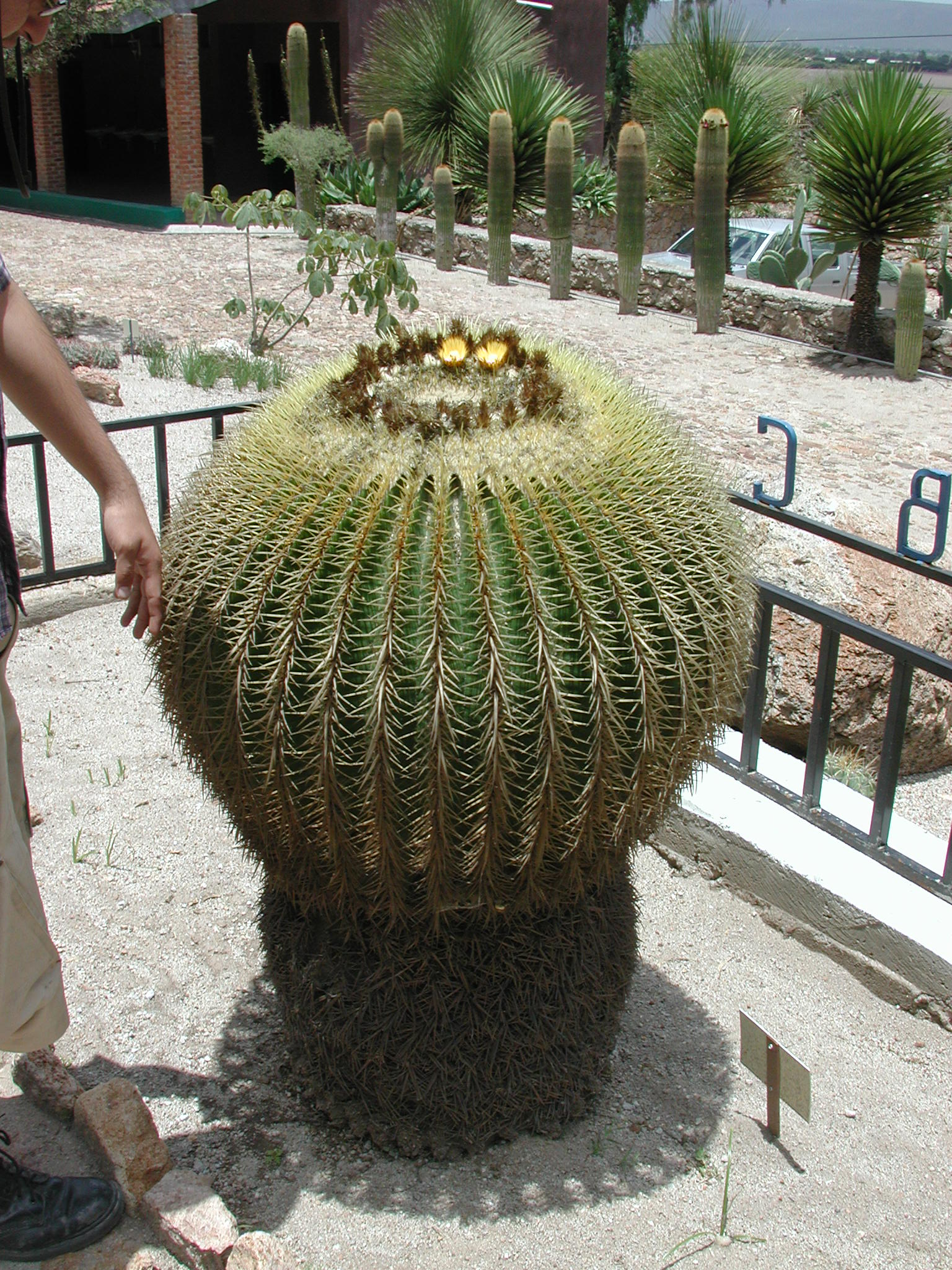